# Benton County, Mississippi
Benton County är ett administrativt område i delstaten Mississippi, USA, med 8 729 invånare. Den administrativa huvudorten (county seat) är Ashland. 

## Geografi
Enligt United States Census Bureau har countyt en total area på 1 058 km². 1 053 km² av den arean är land och 8 km² är vatten.

### Angränsande countyn
- Hardeman County, Tennessee - nordost
- Tippah County - öst
- Union County - syd
- Marshall County - väst
- Fayette County, Tennessee - nordväst